# Mesostenus clitellatus
Mesostenus clitellatus är en stekelart som beskrevs av Henry Keith Townes, Jr. 1962. Mesostenus clitellatus ingår i släktet Mesostenus och familjen brokparasitsteklar. Inga underarter finns listade i Catalogue of Life.